# Mesosemia grandis
Mesosemia grandis är en fjärilsart som beskrevs av Druce 1874. Mesosemia grandis ingår i släktet Mesosemia och familjen Riodinidae. Inga underarter finns listade i Catalogue of Life.